# Comunitarismo
Comunitarismo è una concezione della società nata nel mondo anglosassone alla fine del XX secolo che cerca di collegare l'individuo alla comunità.
È una concezione che sostiene che "l'individuo non esiste indipendentemente dalle sue affiliazioni, siano esse culturali, etniche, religiose o sociali". Questa concezione implica quindi che gli individui appartengano invariabilmente a comunità distinte (da cui il termine), endogene -o esogene- ed omogenee. Una tale concezione presuppone quindi che ci siano globalmente pochi scambi e delle incomprensioni fondamentali tra ciascuna comunità, che impedirebbero loro di fondersi in una sola. Questa idea si oppone quindi all'universalismo e al "cosmopolitismo" che, al contrario, concepisce tali differenze come trascurabili di fronte all'unicità del genere umano.
La questione delle priorità fra individuo, società complessiva e singola comunità ha inoltre un grande impatto in questa analisi su molte questioni etiche, come la povertà, l'aborto, il multiculturalismo e la libertà di parola.

## Le origini
Attualmente, quelle comunitariste sono delle risposte variegate al liberalismo in cui è difficile identificare una teoria condivisa, in quanto ci si trova di fronte a una varietà di proposte o diagnosi sulla base delle critiche alle teorie liberali della giustizia.
L'unico modo di riunificare le diverse teorie del liberalismo è risalire alla sua base antropologica che consiste nella persona essenzialmente autonoma e sovrana.
Normalmente, si individuano tre principali precursori ideologici al pensiero comunitarista: il socialismo utopico, il movimento völkisch e il comunitarismo d'ispirazione religiosa, rappresentato da pensatori quali Martin Buber, Jacques Maritain, Emmanuel Mounier, Adriano Olivetti e Tommaso Demaria.
Nel comunitarismo attuale sono ricorrenti quattro concetti. Il primo riguarda la natura del sé o il concetto di persona che è soggiacente alle teorie liberali e implica la critica all'individualismo metodologico o normativo cui esse ricorrono. Il secondo verte sul prevalente impegno deontologico delle teorie liberali e sulla connessa tesi a proposito della neutralità della giustizia. Il terzo mette a fuoco il ricorso della filosofia politica liberale a una qualche teoria dei diritti e ne critica l'inadeguatezza normativa. I primi tre argomenti critici sul sé, sulla neutralità e sui diritti, vogliono mostrare che la priorità della giustizia (la prima virtù delle istituzioni sociali) è l'esito inevitabile di una serie di assunzioni e di presupposti che il liberalismo politico implicitamente o esplicitamente fa propri per generare criteri per il giudizio politico riflessivo: la giustizia è la prima virtù delle istituzioni sociali se e solo se siamo disposti ad accettare l'immagine soggiacente di società e di individuo che il liberalismo propone. Il quarto concetto riguarda invece la consistenza oggettiva della persona umana che ha "ontologicamente" bisogno di "altro da sé".  Mentre la persona è in grado di garantire il proprio essere, la stessa persona ha bisogno di una comunità per essere generata.
Per i comunitaristi, il neutralismo, operando una spaccatura tra sfera pubblica e sfera privata, chiederebbe ai soggetti di spogliarsi delle loro identità (se per identità intendiamo quel quid, quell'insieme di caratteristiche peculiari che ci distinguono da ogni altro soggetto, e non qualcosa di fittizio, di consapevolmente costruito), per essere ammessi nella sfera di condivisione come individui "vuoti", l'unencumbered self di cui parla Sandel), "nudi", in quanto privati proprio di ciò che li rende ciò che essi sono.
Questa serie di concezioni non può che dipendere dal contesto sociale, perciò è improprio separare totalmente la sfera individuale dalla sfera collettiva: le convinzioni dell'individuo derivano naturalmente in gran parte dal contesto sociale della comunità nella quale questi abbia avuto occasione di svilupparle, ma non solo. C'è infatti una componente essenziale universale ed oggettiva del comunitarismo legata all'uomo perché uomo. Infatti la sua possibilità di esistere in quanto uomo è legata esclusivamente alla possibilità di generare la comunità umana. Ecco allora che l'individuo deve assumere in sé stesso per necessità la sapienza/regole di sviluppo necessarie alla comunità umana. Questo collegamento ontologico persona-umanità, per Tommaso Demaria,  non priva la persona di qualcosa, ma la arricchisce dandole una dimensione che da sola non potrebbe mai avere. Il comunitarismo di Tommaso Demaria richiede di conseguenza individui in partenza "vuoti" ma destinati a riempirsi, a superare il proprio essere confluendo nell'humanum di cui fanno parte sin da principio, destinato a "salvarli" nel tempo e nello spazio. Coincide proprio con l'esperienza quotidiana.
I comunitaristi propongono una forte contestualizzazione della vita politica in un contesto specifico: per alcuni (in particolare Taylor) la concezione di Stato vuole identificare Stato e ethos di un popolo, lo Stato e le sue istituzioni devono essere incarnazione dei valori condivisi di un popolo, deve promuovere l'autorealizzazione dei soggetti all'interno della società tutelando la "libertà positiva". Se i liberali vogliono costruire concezioni di giustizia universali, per i comunitaristi invece nessun tipo di giustizia può essere tolta dal suo contesto pur fondandosi necessariamente sulla necessità universale e concreta di far vivere e trasmettere la vita all'umanità (Tommaso Demaria).
Una società buona è quella in cui ciascuno si riconosce con ciascun altro nella condivisione di una comune appartenenza a una forma di vita, a una tradizione, a una concezione del bene: l'identità collettiva è espressa dalla condivisione stabile nel tempo del bene comune. È quindi fondamentale la differenza con i liberali sul concetto di società, la quale per i liberali è concepita come aggregazione di individui indipendenti e per i comunitaristi come una comunità di autorealizzazione composta da persone, membri e non individui.
Le istituzioni devono rappresentare l'ethos, lo spirito del popolo, e realizzare il bene comune. La società è quindi una comunità di sentire, il bene delle persone è il bene della comunità. Le istituzioni devono forgiare i cittadini al bene comune, formare il senso etico delle persone (radici hegeliane, aristotelico-tomiste e demariane). Le istituzioni dovrebbero avere un ruolo attivo, ma soprattutto collaborativo, nella vita delle persone, dovendo lo Stato conservare e proteggere la comunità nel tempo.

## Il comunitarismo contemporaneo

### Michael Sandel
In Il liberalismo e i limiti della giustizia Michael Sandel ha formulato alcune tesi che hanno lo scopo di confutare la teoria liberaldemocratica di John Rawls. Sandel critica il fatto che la teoria contrattualistica si basi su una nozione di individuo o persona “vuota”, il soggetto di Rawls sarebbe così “disincarnato”. L'idea per cui è possibile identificare criteri di giustizia in modo antecedente e indipendente rispetto a ciò che per noi è bene (impegno deontologico, è l'idea liberale secondo cui ciascuno può scegliere i propri fini o fare un passo indietro rispetto alle proprie preferenze), l'idea per cui il giusto è neutrale e ha priorità sul bene, sono idee che dipendono da una sistematica elisione della dimensione dell'appartenenza a una comunità, in virtù della quale soltanto noi siamo costituiti, guadagniamo un'identità stabile nella durata e possiamo mutuamente riconoscerci come individui che hanno scopi, bisogni e preferenze. Il ricorso a regole e principi neutrali dipenderebbe dall'assenza di una concezione forte di comunità che, sulla base della condivisione di un orizzonte valoriale, struttura la convivenza pacifica tra i membri di un gruppo fortemente coeso.
L'incapacità di Rawls e dei liberali di rendere conto della natura costitutiva della comunità dipende dal fatto che il liberalismo tratta gli individui di una società, astraendoli dal vincolo o dal legame comunitario e concettualizzandoli come stranieri gli uni agli altri. Per questo l'accento cade sulla neutralità dei principi di giustizia e i diritti vengono intesi a tutelare scopi meramente individuali. La giustizia, intesa come rispetto di procedure condivise, è la prima virtù delle istituzioni di società in cui individui fra loro stranieri, non condividendo alcuna concezione del bene, devono almeno regolare il loro traffico sulla base della condivisione di principi neutrali e impersonali. Il liberalismo non renderebbe conto del valore del vincolo sociale, del riconoscersi mutuamente in comunità politiche caratterizzate da forme di vita e tradizioni in comune, del possedere un'identità collettiva relativamente stabile nel tempo: il comunitarismo è invece centrato sull'idea che la distinzione canonica fra vita giusta e vita buona e la connessa idea di neutralità liberale dei principi di giustizia, siano pretese vuote o un'ipocrita presentazione in vesti universalistiche e astratte di una particolare forma di vita e tradizione che sono quelle della comunità liberale stessa.
Il sé dei liberali sarebbe così un sé sradicato, disincarnato, vuoto; per Sandel, invece, le persone non sono carrelli vuoti, ma già nascono con determinate identità culturali derivate dall'educazione, dal contesto storico, culturale, sociale, e questi valori non sono accidenti, ma ci rendono ciò che siamo. Un individuo libero si deve riconoscere in istituzioni che sono espressione dei valori in cui crede, autorealizzarsi è seguire i propri valori; non è una scelta quella di appartenere a una società, a una comunità, ma una condizione costitutiva, ascrittiva. Il concetto di cittadinanza attiva e di partecipazione politica è molto simile a quello della pòlis greca. Le istituzioni stabili nel tempo sono proprio quelle che incarnano valori condivisi, l'operazione fondamentale è l'autocomprensione poiché ciò che noi siamo è ciò che noi vogliamo.

### Alasdair MacIntyre
Un'impostazione aristotelica caratterizza in modo ancora più esplicito l'opera di MacIntyre Dopo la virtù. Il fallimento della teoria politica liberale è da attribuire, secondo MacIntyre, al fatto che essa non è altro che l'ultimo esito del moderno progetto dell'Illuminismo di costruire un'etica dei principi, universalistica e astratta, del tutto indipendente dalla tradizione delle virtù. Il nostro presente è un deserto di valori, in questo senso l'idea di una neutralità della giustizia è coerente con una più ampia concezione etica moderna. Se i nostri criteri del giudizio morale e politico sono interni a forme di vita in comune, se la giustificazione ha un senso solo entro una tradizione particolare e le virtù sono tali per noi solo entro pratiche o culture determinate, allora una società bene ordinata è possibile solo se tutti i suoi membri si riconoscono stabilmente nel tempo come parti di una storia più ampia, collettiva e comune. Dopo aver sottoposto a dura critica l'Illuminismo e dopo aver ad esso contrapposto Aristotele come eroe delle, e non della virtù, MacIntyre chiude l'opera con un appassionato appello (sia etico sia politico) a ritornare alle antiche comunità.

### Charles Taylor
Secondo Taylor una società non è riducibile alle transazioni fra individui atomisticamente concettualizzate; in Radici dell'io sostiene che il sé liberale è un'astrazione filosofica, è una forzatura il fatto che prima ci sia l'individuo e poi la società: la persona è già radicata in determinati contesti, è la società a formare l'individuo.
Secondo Taylor è fondamentale il riconoscimento di diritti speciali anche alle comunità minoritarie in una società affinché si possano preservare nel tempo. Lo Stato deve intervenire perché le comunità non si spengano.

### Will Kymlicka
Kymlicka affronta il tema del multiculturalismo: le istituzioni devono intervenire perché le comunità multiculturali durino nel tempo. Possono esserci minoranze culturali o comunità di immigrati, nel primo caso le minoranze devono avere diritti speciali, sono loro stesse comunità, i secondi devono essere invece pronti ad accettare e ad aderire ai valori della comunità in cui immigrano. Lo Stato non può essere neutrale, deve riconoscere la presenza di gruppi comunitari i quali devono essere riconosciuti come comunità con specificità etiche. Kymlicka pone sul tappeto la questione della stabilità nel tempo delle istituzioni politiche.

### André Gorz
Un discorso a parte merita il comunitarismo di André Gorz, comunitarismo di matrice decisamente più progressista rispetto al filone anglo-statunitense. Si tratta di un comunitarismo di tipo associativo e non ascrittivo, come ha scritto Marco Revelli, «comunità è stata Mirafiori, nei tardi anni '60 e nei primi anni '70. Comunità è stato il maggio francese (la commune étudiante di cui parla Vidal-Naquet […] Comunità furono anche, in qualche fase felice (quando la burocrazia della forma-partito non ha prevalso del tutto), le sezioni del Pci, le leghe sindacali, quel ‘mondo entro il mondo’ dove si era formata la forza reale della sinistra».

### Tommaso Demaria
Una prospettiva del tutto nuova è quella del filosofo e teologo Tommaso Demaria che avvia, almeno cronologicamente, il filone italiano del comunitarismo.  Demaria è metafisico, teologo e sociologo torinese e vive ed opera a pochi chilometri da Adriano Olivetti.  La scoperta metafisica fondamentale di Demaria è l'ente dinamico, scoperta che completa la metafisica aristotelico-tomistica. La nuova categoria ontologica consente di  “fotografare” quell'umanità di cui la persona non può fare a meno e con cui la persona si trova in “simbiosi” essenziale fin dal suo principio. L'umanità risulta costituita dall'agire umano come agire finalizzato ad acquisire comportamenti vitali e far sopravvivere così l'umano nello spazio e nel tempo. Acquisita la vita come razionalità che finalizza questo agire,  si arriva a percepire la Realtà Storica come un agire unico vitale e vitalmente operante dell'umano,  con miliardi di sorgenti ossia le persone che lo scelgono generando la comunità globale socio economica che le salva.  La Realtà Storica risulta essere un ente necessariamente in costruzione perché perennemente scelta dalle persone che sono libere, generazione dopo generazione, azione dopo azione. L'umanità appare in definitiva come una “realtà complessa (di persone e strutture), animata da un proprio principio vitale e quindi capace di vivere ad agire a titolo proprio, che si costruisce in modo coerente ed univoco nello spazio e nel tempo”. La conseguenza pratica di questa dimensione dinamica di ente-che-trasmette-la-vita (ossia din-onto-organica) propria alla comunità, è l'acquisizione "a fortiori" di leggi costruttive universali e concrete che si sono dimostrate assolutamente valide nel tempo ma generalmente non seguite. Tutti sappiamo che nella pratica prevale il liberismo capitalista o il marxismo. Demaria stesso definisce la dimensione metafisica della Realtà Storica col termine dinontorganismo,  ed il suo aspetto politico con il termine di comunitarismo. Con la scoperta delle leggi del dinontorganismo è possibile arrivare a definire con esattezza il tipo comunitarista di società ed economia che diviene una efficiente logica costruttiva alternativa a quelle del liberismo capitalista e del marxismo. Si tratta proprio di quello che oggi viene chiamato nuovo modello di sviluppo, per sua natura in simbiosi con la persona. Proprio questa "simbiosi" primordiale dell'agire umano che funzionalizza ogni agire alla vita lo deve coordinare rendendolo così ideologia o con un termine più preciso, ideoprassi. Demaria continua la sua opera di studio del comunitarismo sino al 1990, anno in cui avviene il passaggio di testimone ai suoi successori.

## Diffusione del comunitarismo in Italia
In Italia il comunitarismo economico ha cominciato a diffondersi dopo il 1957, anno in cui Tommaso Demaria pubblica la sua opera fondamentale "Sintesi sociale cristiana". Si diffonde ad opera di vari movimenti che fanno capo al MID (Movimento Ideoprassico Dinontorganico) e FAC (Fraterno Aiuto Cristiano); in particolare il MID custodisce e promuove l'alternativa ideoprassica a comunismo e liberalismo. Promosso da un gruppo di industriali capitanati da Giacomo Costa, il comunitarismo dinontorganico di Tommaso Demaria aprì negli anni '50 interessanti prospettive al mondo dell'industria perché si poneva come trampolino per la costruzione di un nuovo tipo di società. I numerosi convegni di Rapallo tenuti agli industriali tra il 1958 e il 1971, l'azione di Giacomo Costa e Adriano Olivetti, furono il segno tangibile e concreto dell'interesse di una certa parte della classe dirigente che ambiva in quegli anni a lanciare in Italia un modello cristiano alternativo sia al capitalismo che al marxismo. Di quello sforzo resta traccia nelle opere di T. Demaria e nei progetti solo in parte realizzati e ancora rintracciabili negli atti dei convegni. Verso la fine degli anni settanta, in risposta all'opzione marxista delle ACLI venne fondato il sindacato comunitarista delle LACLI o Libere Acli di cui Demaria compose lo statuto. L'eredità di questa ambiziosa impresa trova patria e rinnovato vigore ancora oggi presso alcuni ambienti dell'imprenditoria e dell'attivismo cattolico italiano (www.dinontorganico.it).
In Italia il comunitarismo ha cominciato a diffondersi in alcuni settori della DC, di piccoli partiti locali e della destra extraparlamentare a partire dagli anni settanta ed ha trovato spazio negli ambienti della Nouvelle Droite, senza tuttavia riuscire a dare vita ad iniziative di rilievo politico ad esclusione del Movimento Zero, fondato nel 2005 dal giornalista Massimo Fini.
Attualmente, un certo richiamo al comunitarismo è stato adottato anche da settori della sinistra, dal movimento per la decrescita e da altri soggetti che ripensano globalmente la propria identità politica accogliendo anche istanze storicamente proprie dell'altra parte politica e le sviluppano, come spesso affermato, oltre i concetti di destra e sinistra.
Tuttavia, al di là della dichiarata volontà di superare le categorie di destra e sinistra permangono a tutt'oggi profonde divisioni tra le varie anime del comunitarismo.
Il comunitarismo di impostazione marxista è più strutturato a livello teoretico rispetto a quello di destra (si pensi alla rivista Comunitarismo animata dal filosofo Costanzo Preve) e ha dato vita all'organizzazione internazionale denominata Campo Antimperialista. Questa organizzazione è stata duramente attaccata da alcuni militanti di sinistra che non hanno gradito l'adesione ad una manifestazione di sostegno alla resistenza irachena da parte di persone provenienti da ambienti di destra.
Dal punto di vista editoriale si segnala l'attività dell'editrice Arianna, LAS, Luigi Parma e delle edizioni NovaEuropa.